# Oktet Gallus
Leto 1966 je bilo za popularni Koroški oktet prelomno: iz ene pevske zasedbe sta se izoblikovali dve. Ena je ohranila isto ime, umetniško vodstvo in programsko politiko. Druga si je za umetniško vodenje izbrala muzikologa Boruta Loparnika, takrat radijskega urednika, in si nadela ime Oktet Gallus in s tem začrtala novo programsko usmerjenost.
Ko se je Oktet Gallus leta 1968 dokončno oblikoval, so v njem peli prvi tenor Lovro Rešek in Matija Potokar (slednji je bil tudi "kimavec", ki je z migom glave nakazoval začetke in konce fraz ter dinamiko), drugi tenor Albert Kariž in Janez Zadnikar, bariton Jože Požar in Jože Humer, drugi bas pa Stane Češarek (dajal je intonacije) ter Stane Urbančič.
Borut Loparnik je vodil oktet do konca leta 1972. Ta čas je ansambel ob jugoslovanskih in predvsem slovenskih ljudskih, ki so bile in ostale stalnica njegovih koncertnih sporedov, postopoma osvajal slovensko romantiko, tudi čitalnico. Previdno je posegal po sodobnejših skladbah, predvsem pa pridno izpopolnjeval repertoar renesančne glasbe - v prvi vrsti z deli mojstra, od katerega si je sposodil ime, dokler se ni skladb nabralo za lepo zaokrožen koncertni spored.
S tako glasbeno izkaznico je oktet navznoter postopoma pridobival svojo kolektivno dušo, navzven pa jasno prepoznavnost med okteti koncertanti tistega časa ( ki je bil še zlato obdobje slovenskega oktetovstva). Postopoma je z vse večjim številom koncertnih nastopov v slovenskih mestih in na podeželju pridobival tudi dobro ime. Leta 1971 je npr. koncertiral štiridesetkrat, še petnajstkrat za Glasbeno mladino (povezoval jih je umetniški vodja), petnajst je bilo koncertnih ali manjših nastopov. Tisto leto je oktet nastopil v triintridesetih slovenskih krajih, samo v Ljubljani trikrat. Stane Urbančič je kot organizator ansambla poskrbel za dokaj pogosta gostovanja v tujini: v Grčiji, Italiji, Nemčiji, Belgiji, na Nizozemskem, Madžarskem in na Poljskem. Koncertirali so po kulturnih središčih tedanje Jugoslavije: v Beogradu, Zagrebu, Skopju, Rijeki, Karlovcu idr.
Vaje so sprva imeli člani okteta v tedanji srednji šoli "pri nunah", kasneje pa v razpravni dvorani sodne palače. Registrirani so bili kot društvo; predsednik je bil vseskozi Lovro Rešek, blagajnik pa Albert Kariž. Zaslužek, kolikor ga niso pobrali stroški, so si delili po desetinah: deveta je pripadala umetniškemu vodji, deseta organizatorju.
V to prvo obdobje sodi še udeležba na Mokranjčevih dneh v Negotinu, prva gostovanja na Splitskem lijetu, snemanja za radio Ljubljana in kar nekaj radijskih postaj po svetu ter izid male plošče in kasete.
V začetku leta 1973 je umetniško vodenje prevzel dirigent Milivoj Šurbek. Ne kolektivna duša ansambla ne programska usmerjenost se nista spremenili. Spored renesančne glasbe je dozoreval. Prvo res veliko priznanje so dosegli s koncertom v Hrvatskem glasbenem zavodu, ki je spodbudil mnoga pohvalna mnenja strokovne javnosti. Prav ta koncertni spored je pripeljal oktet v nekaj izjemnih prireditvenih ambientov, npr. v Sveti Donat v Zadru. Nazadnje je komentirani, rahlo dramatizirani glasbeni dogodek Kdo si, Gallus postal odmevna televizijska oddaja in eden od t. i. glasbenomladinskih dogodkov, ki jih je oktet posejal mnogo po domovini. Drugi tak dogodek je bil Slikanje z glasbenim čopičem, tretji pa Ob glasbi o glasbi, v katerem so poslušalci med pogovorom z moderatorjem in pevci sami izbirali med stotimi ponujenimi skladbami. Na televiziji so posneli še oddaji Nikomur ne hlapčuj (po Gallusovem madrigalu Libertas) in Čez tri gore, čez tri dole s slovenskimi ljudskimi. Za avtorja takih dogodkov, večinima tudi za povezovalca, so imeli Jožeta Humra.
V vseh teh letih se je zamenjalo nekaj članov ansambla. Matijo Potokarja je zamenjal Janko Lotrič (1974), Staneta Urbančiča Mirko Halilovič (1975), nazadnje Jožeta Požarja Marjan Žmavc (1977). Za Potokarjem je "kimanje" prevzel Janez Zadnikar, organizacijske naloge pa v zadnjih letih od Urbančiča Češarek.
Najpomembnejša obogatitev repertoarja je bila postopno osvajanje sodobnejše in sodobne glasbe, ki jo je oktet smelo in uspešno vključeval v ponudbo. Zvrstile so se nove turneje: v Nemčijo, na Nizozemsko, v Švico. Abonmajski moncert v veliki koncertni dvorani v Baslu je bil eden najbolj zmagoslavnih trenutkov okteta.
Popeg snemanj za RTV Ljubljana je oktet posnel in pri Helidonu izdal tri velike plošče: Slovenske z Oktetom Gallus (1974), Pesem 16.stoletja (1975) in naši sodobniki-naši romantiki (1978).
Nekaj let zapored je oktet poleti gostoval v Dalmaciji in Istri: v Splitu, Šibeniku, Trogiru, Zadru, Trpanju, Poreču in na Hvaru. Število samostojnih koncertov se je povečevalo in še pred turnejo onstran Atlantika preseglo stotico. Turnejo po ZDA in Kanadi (1978) je organiziralo ugledno podjetje Columbia concerts iz New Yorka. Brez izjeme je šlo za abonmajske koncerte v sklopu Community concerts. Zato je oktet - pod imenom Oktet Gallus, pevci iz Slovenije, Jugoslavija - gostoval v osrednjih koncertnih dvoranah mest ali območij, ki so bile vselej polne. V eni sami ogromni limuzini je prepotoval najprej Novo Škotsko, nato pa ZDA od vzhoda na zahod, s severa na skrajni jug pa prečno spet na severovzhod. Turneja je trajala deset tednov, od januarja do marca. Vsak teden je bilo povprečno pet koncertov. Spored je (vselej enako) obsegal umetne pesmi slovenskih in evropskih avtorjev slovenke, ameriške in druge priredbe ljudskih pesmi. Nobenega od koncertov ni bilo zaradi pevcev treba odpovedati.
Za slovenske izseljence so si od organizatorja izprosili dovoljenje za en poseben koncert, in sicer v Chicagu. Po vrnitvi s turneje po ZDA je popularnost Okteta Gallus še poskočila. Zadnje leto je število koncertov naraslo  na sto dvajset in čez, torej do roba zmogljivosti ansambla (saj je to hkrati terjalo od članov še več kot sto vaj!).
Pri izvedbi vokalno-instrumentalnih del je oktet sodeloval le enkrat. Z orkestrom RTV Ljubljana in Mariborskim mladinskim zborom je skupaj s Slovenskim oktetom pod taktirko Tonija Nanuta pel moški del Mozartovega Requiema v petih slovenskih mestih.
Ko je moral Janko Lotrič v začetku leta 1979 k vojakom in se ni nameraval vrniti v oktet, ker ga je gnalo na svetovne operne odre, ki jih zdaj osvaja, je ansambel sklenil, da je čas za pomladitev pevskih vrst. Za odhod se je takrat odločil tudi Milivoj Šurbek. Naslednje leto ali dve, sta minili v iskanju in preizkušanju pevcev in umetniških vodij. Ker se ni posrečilo spet tako sestaviti ansambla, da bi lahko nosil staro ime, so pevci z vodstvom vred leta 1981 razpustili društvo.